# Calliopsis scitula
Calliopsis scitula är en biart som beskrevs av Cresson 1878. Calliopsis scitula ingår i släktet Calliopsis och familjen grävbin. Inga underarter finns listade.